# 장인린

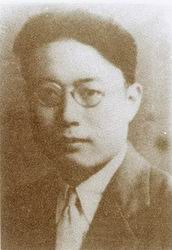

장인린(張陰麟, 1905년 11월 ~ 1942년 10월)은 중국의 사학자이다.
광둥성 둥관시에서 태어났다. 1929년 칭화 대학 사학과를 졸업하고 1933년까지 미국 스탠퍼드 대학에서 유학하였으며 1934년에 철학박사 학위를 받았다. 그후 칭화 대학, 저장 대학, 국립 서남연합대학에서 역사학 교수를 역임하였다. 그는 칭화 대학에서 양계초, 진인각 등에게서 수업을 받고 미국에 건너가 박사학위를 얻은 중국의 초기 사학자 중 하나이며, 저서로 <중국사강(中國史綱)> 등이 있다.